# Heinz Kattner
Heinz Kattner (* 17. Januar 1947 in Hildesheim) ist ein deutscher Schriftsteller, Dozent, Lektor und Herausgeber.

## Leben
Heinz Kattner absolvierte nach dem Besuch der Volks- und Handelsschule eine Lehre als Versicherungskaufmann. Von 1965 bis 1970 war er als kaufmännischer Angestellter in Hildesheim tätig. In dieser Zeit war er auch als Sänger in der damaligen Beat- und Rockband The Ramblers zusammen mit Jürgen Droste (Schlagzeug), Günther Weser (Rhythmusgitarre), Alfred Kogel (Leadgitarre) und Ulli Erdmann (Bass) aktiv.
Nachdem er auf dem Zweiten Bildungsweg die Hochschulreife erworben hatte, studierte er von 1970 bis 1973 Pädagogik an der Pädagogischen Hochschule in Hildesheim; er schloss dieses Studium mit dem Ersten Staatsexamen ab. Gleichzeitig war er bis 1973 als Fachbereichsleiter an der Hildesheimer Volkshochschule tätig. Anschließend studierte er bis 1980 Evangelische Theologie, Literatur- und Sozialwissenschaft in Hildesheim und Bremen. Während dieser Zeit erschienen seine ersten literarischen Veröffentlichungen. 
Er war 1987 Gründungsinitiator der Literarischen Gesellschaft Lüneburg e. V, gründete 1992 das Literaturbüro Lüneburg e. V. im Heinrich-Heine-Haus und leitete es bis 1994. Als Mitglied der Literaturkommission des Landes Niedersachsen im Ministerium für Wissenschaft und Kultur war er von 1992 bis 2000 tätig; als Beiratsmitglied im Literaturbüro Lüneburg von 1995 bis 2007. 
Er arbeitet als Autor, Lektor, Herausgeber und Dozent im niedersächsischen Leestahl bei Lüneburg. Seit 1992 hat er einen Lehrauftrag an der Universität Lüneburg. Seit 1980 ist er als Dozent in der Aus- und Fortbildung von Theologen, Autoren, Führungskräften und Studierenden tätig; seit 2002 Gründungsmitglied und Dozent des Atelier Sprache e.V. in Braunschweig. 
Heinz Kattner veröffentlicht Lyrik, lyrische Prosa und Essays. Seit 1996 ist er Mitglied des PEN-Zentrums Deutschland.

## Auszeichnungen
- 1980 den Kulturförderpreis des Landkreises Lüneburg
- 1981/82 Aufenthalt im "Atelierhaus Worpswede"
- 1984 das Künstlernachwuchsstipendium des Landes Niedersachsen
- 1987 den Literaturpreis der Sparkassenstiftung Lüneburg
- 1988 Italienstipendium und Aufenthalt in der "Casa Baldi" (Olevano)
- 1989 Aufenthalt im Künstlerhof Schreyahn
- 1990 den Lyrikpreis der Associazione Culturale in Olevano Romano
- 1991 das Künstlerstipendium für Literatur des Landes Niedersachsen
- 1999 den Kulturpreis des Landkreises Lüneburg
- 2001 das Jahresstipendium des Landes Niedersachsen
- 2003 den Kulturpreis der Stadt Lüneburg, Dr.-Hedwig-Meyn-Preis
- 2010 Niedersächsischer Verdienstorden (am Bande)

## Werke
- Blätter, Lüneburg 1978 (zusammen mit Gerhard Zacharias)
- Zwischen Zeiten, Lüneburg 1979 (zusammen mit Lothar von Hoeren)
- Wetterleuchten, Celle [u. a.] 1982
- Unauffälliges Zittern, Hannover 1984
- Einfache Dinge, Menschen und große Namen, Hauzenberg 1986
- Worin noch niemand war, Hannover 1987 (zusammen mit Lothar von Hoeren)
- Annäherungen, Bramsche 1990 (zusammen mit Hartmut R. Berlinicke)
- Rückreise, Hannover 1990 (zusammen mit Lothar von Hoeren)
- Nachfahren, Hannover 1995
- Unauffälliges Zittern, Lüneburg 2001
- Als riefe jemand den eigenen Namen, Springe 2007
- Lautloses Rufen, Springe 2013
- Jahresringe, Springe 2020 (zusammen mit Lothar von Hoeren)
- Gespräch mit dem gesammelten Du : ein Poem, Springe 2024, ISBN 9783987370243

## Herausgeberschaft
- "... bin ich um den Schlaf gebracht", Lüneburg 1993
- Festschrift Eröffnung des Heinrich-Heine-Hauses Lüneburg 1993, Lüneburg 1993
- Wo waren wir stehengeblieben?, Göttingen 1995
- Mittelwärts Lyrik Edition, „Springe : zu Klampen“; von 1997 bis 2007 (25 Bände)
- Lyrik Edition:
- Morgen Blaues Tier von Sylvia Geist, Springe 1997
- Wasser Elegien von Hugo Dittberner, Springe 1997
- Nachtgeviert von Hans Georg Bulla, Springe 1997
- Klarträumer von Hannelies Taschau, Springe 1998
- Wetterpapiere von Johann P Tammen, Springe 1998
- Pre´ludes von Katharina Höcker, Springe 1998
- Hingegend von Anne Duden, Springe 1999
- Schierling und Stern von Bianca Döring, Springe 1999
- Tagwerk von Georg Oswald Cott, Springe 1999
- Verlässliche Schatten von Peter Piontek, Springe 2000
- Immer wieder alles von Jürgen Theobaldy, Springe 2000
- Neue Heiterkeit von Hauke Hückstedt, Springe 2001
- Blut im Schuh von Christoph Meckel, Springe 2001
- Immer wieder alles von Jürgen Theobaldy, Springe 2001
- Hingegend von Anne Duden, Springe 2001
- Verschlossene Kammern von Marion Poschmann, Springe 2002
- Ebene der Fluss von Rolf Haufs, Springe 2002
- Rückseite der Gesten von Ernest Wichner, Springe 2003
- Postkarte für Nofretete von Volker Sielaff, Springe 2003
- Verzückte Distanzen von Monika Rinck, Springe 2004
- Die Leuchttürme tun was sie können von Gregor Laschen, Springe 2004
- Die Ordnung des Schnees von Andreas Münzer, Springe 2005
- Ohne Botschaft von Günter Kunert, Springe 2005
- Male von Sabine Schiffner, Springe 2006
- Mittelwärts von Ursula Krechel, Springe 2006
- Schöner Platz von Henning Ziebritzki, Springe 2007
- Reglose Jagd von Nora Bossong, Springe 2007
- Verzückte Distanzen von Monika Rinck, Springe 2013
- Reglose Jagd von Nora Bossong, Springe 2014
- Nachtgeviert von Hans Georg Bulla, Springe 2014
- Postkarte für Nofretete von Volker Sielaff, Springe 2016